# Buprestomorpha montrouzieri
Buprestomorpha montrouzieri là một loài bọ cánh cứng trong họ Cerambycidae.